# Dynamic Network Services Inc.
DynDNS (Dynamic Network Services, Inc.) és una companyia d'Internet dels Estats Units d'Amèrica dedicada a solucions de DNS en adreces IP dinàmiques. Solia oferir serveis gratuïts de redirecció a IP de subdominis d'una gran llista de noms disponibles, oferint a particulars l'oportunitat de crear un servidor a Internet gratuïtament amb una adreça com 'wikipedia.dyndns.com', per la qual cosa es va fer molt popular en la cultura Do It Yourself (Fes-ho Tu Mateix). Actualment no ofereix el servei gratuït per a nous clients. Igual que ZoneEdit, deu ser actualitzat mitjançant algun client en la màquina del client, tals com el que la mateixa companyia ofereix o uns altres com Eponym, encara que els routers actuals solen incloure funcions d'actualització de la IP en aquest tipus de serveis, per la qual cosa, una vegada configurat el router, l'actualització de la IP es converteix en un procés totalment invisible per a l'usuari posat que és el propi router el que s'encarrega d'actualitzar la IP quan aquesta canvia.